# Фонтан Ахмеда III
Фонтан Ахмеда III (тур. III. Ahmet Çeşmesi) — фонтан, построенный в правление султана Ахмеда III в 1728 году в стиле османского рококо в период Лале Деври (Тюльпанов). Находится на большой площади перед Имперскими воротами дворца Топкапы в Стамбуле, в Турции. Во времена Османской империи был одним из общественных центров города.

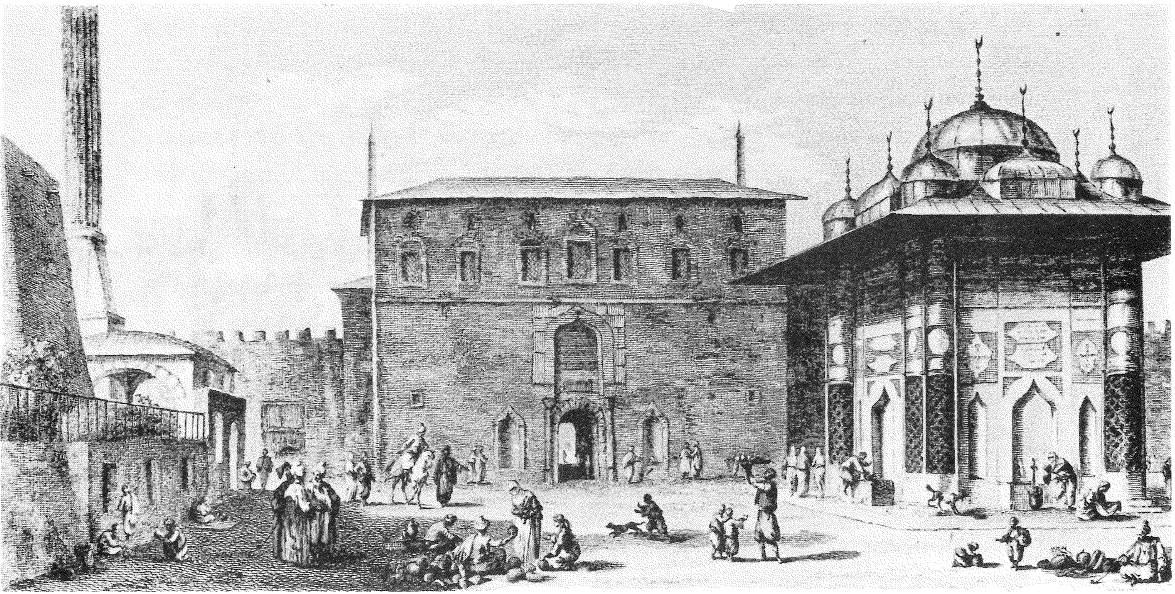
Огюст де Шуазель-Гуфье. Фонтан у Имперских врат.

Павильон фонтана Ахмеда III находится на месте византийского фонтана Перайтон. Архитектурное убранство сооружения отражает синтез традиционного османского и современного европейского стилей.
В 1947—1952 годах фонтан изображался на обратной стороне банкноты достоинством в 10 турецких лир.
Фонтан представляет собой большой квадратный блок с пятью малыми куполами. Ниши михраба на каждой из четырёх стен со внешней стороны обрамлены барельефом с растительным и цветочным орнаментом, и в каждой из этих ниш находится фонтанчик с питьевой водой (чешме). Вода подаётся из восьмиугольного бассейна внутри павильона, вокруг которого оставлено место для прогулок работникам павильона. На каждом внешнем углу находится киоск с тремя зарешеченными окнами (себиль), через которые бесплатно выдавались стаканы с водой или шербетом.
Над фонтанчиками с нишами и себилями находятся большие каллиграфические пластины обрамлённые синими и красными плитками. На каждой пластине стихотворение из 14 строф, посвящённое воде и благотворителю Сеиду Хусейну Вехби бен Ахмеду, главному кадию Алеппо и Кайсери. Стихотворение читается по часовой стрелке вокруг фонтана, начиная с северного себиля. Последняя строфа стихотворения на северо-западе фасада изображает хронограмму султана Ахмеда III.